# Sing-hiozzo
Sing-hiozzo è un singolo del gruppo musicale italiano Negramaro, il primo estratto dal loro quinto album in studio, Casa 69, uscito il 16 novembre 2010. È stato reso disponibile per il download digitale il 22 ottobre 2010 e mandato in rotazione radiofonica a partire dal 29 ottobre.
Il giorno coincidente alla sua pubblicazione digitale, il singolo è volato in testa alla classifica dei brani più scaricati da iTunes, mentre ha debuttato al secondo posto tra i singoli più venduti in Italia. Dopo essere sceso la settimana successiva al quarto posto, il brano è poi uscito dalla top 10.
Il brano fa parte della colonna sonora del film del 2010 Vallanzasca - Gli angeli del male, diretto da Michele Placido e interpretato da Kim Rossi Stuart.

## Video musicale
Il video ufficiale del brano è stato realizzato in 3D in stereoscopia ed è stato presentato in anteprima il 15 novembre 2010 alle ore 15:00 a Milano. La versione in 2D invece è stata trasmessa in anteprima il 6 novembre 2010 nella trasmissione di MTV Hit List Italia.
Il video è stato girato nel centro di Torino, tra Piazza Castello, Piazza Palazzo di Città, Piazza Carlo Alberto, Via Pietro Micca, la Galleria Romana, portici di Piazza San Carlo ed alcuni interni, tra cui la camera semi-anecoica del centro ricerche Fiat di Orbassano e diretto dal regista cinematografico Paolo Ameli.

## Tracce
1. Sing-hiozzo – 4:11
2. Sing-hiozzo (Andro.i.d Remix) – 7:01

## Classifiche
| Classifica (2010) | Posizione massima |
| ----------------- | ----------------- |
| Italia            | 2                 |